# Möllerteichgraben
Der Möllerteichgraben, möglicherweise ein natürlicher Wasserlauf, entwässert den Möllerteich in einen weiteren Stauteich, der zudem auch den Büschengraben und den Lindenstammwiesengraben aufstaut. Es ist ein rechter Zufluss des Büschengrabens.

## Beschreibung
Gemäß offizieller geographischer Bezeichnungen des Landes Sachsen-Anhalt beginnt der Graben oberhalb des Möllerteichs - Teich und Graben stehen dabei in engem Zusammenhang mit dem Silberhütter Kunstgrabens, der dem Unterharzer Wasserregal Wasser aus dem Gebiet von Lude und Schmaler Lude zuführte. Der Möllerteich ist der erste Teich nach dem Austritt des Wassers des Ludengrabens (auch Rieschengraben), einem Abschnitt des Silberhütter Kunstgrabens aus der 1745 fertiggestellten Ludenrösche, so dass in bergbaulicher Literatur der kurze Oberlauf des Möllerteichgrabens, vom Austritt der Ludenrösche (heute verschüttet und von Baumbestand bedeckt) bis zum Möllerteich, als Teil des Ludengrabens betrachtet wird.
Der Unterlauf verlässt den Möllerteich bei etwa 491 M Höhe und mündet auf etwa 456 Meter Höhe in einem wohl namenlosen Stauteich. Die Länge des Unterlaufs beträgt nur 570 Meter, die des Oberlaufs (Ludengraben) weniger als 130 Meter.